# Umberto Cerati
Umberto Cerati (Verona, 24 marzo 1911 – Milano, 23 luglio 1994) è stato un mezzofondista italiano.

## Biografia
Nato nel 1911 a Verona, a 25 anni partecipò ai Giochi olimpici di Berlino 1936 nei 5000 m, vincendo la sua batteria in 15'01"0 e chiudendo 7º in finale con il tempo di 14'44"4.
Nel 1933 vinse 2 medaglie ai Giochi universitari internazionali di Torino, predecessori dell'Universiade: un bronzo negli 800 m, in 1'55"6, e l'oro nei 3000 m, con il tempo di 8'43"0. 
L'anno successivo prese invece parte ai primi Europei, quelli di Torino 1934, terminando 10º nei 1500 m, dopo aver passato la sua batteria da 4º in 4'01"8.
Negli anni '30 fu 3 volte campione italiano in 3 diverse prove del mezzofondo: nel 1932 nei 1500 m, con il tempo di 4'05"1/5, nel 1933 negli 800 m in 1'55"1/5, e nel 1936 nei 5000 m con il tempo di 15'26"0.

## Palmarès
| Anno | Manifestazione  | Sede    | Evento       | Risultato | Prestazione | Note |
| ---- | --------------- | ------- | ------------ | --------- | ----------- | ---- |
| 1934 | Europei         | Torino  | 1500 m piani | 10º       | n/d         |      |
| 1936 | Giochi olimpici | Berlino | 5000 m piani | 7º        | 14'44"4     |      |

## Campionati nazionali
- 1 volta campione nazionale negli 800 m piani (1933)
- 1 volta campione nazionale nei 1500 m piani (1932)
- 1 volta campione nazionale nei 5000 m piani (1936)

1929
- Bronzo ai campionati italiani assoluti, staffetta 4x1500 m - 17'50"4/5

1932
- Oro ai campionati italiani assoluti, 1500 m piani - 4'05"1/5

1933
- Oro ai campionati italiani assoluti, 800 m piani - 1'55"1/5

1935
- Argento ai campionati italiani assoluti, 1500 m piani - 3'59"0

1936
- Oro ai campionati italiani assoluti, 5000 m piani - 15'26"0

1938
- Bronzo ai campionati italiani assoluti, 1500 m piani - 4'00"0